# Sophie de Menthon
Pour les articles homonymes, voir Menthon (homonymie) et Turpin.
Sophie de Menthon, née Turpin le 2 avril 1948 dans le 17e arrondissement de Paris, est présidente du mouvement patronal ETHIC.

## Biographie
Sophie de Menthon est née Sophie, Marie, Clarisse, Anne, Bernadette Turpin, fille de Jean Turpin et de Maud Wirtz-Daviau,. Son père est diplomate à l'ONU. Sa mère est une ancienne étudiante de Sciences Po. Elle « était au foyer et désespérée de l'être ».
Après avoir grandi à New York, elle échoue à l'examen d’entrée de Sciences Po, et obtient par la suite une licence d'anglais. 

### Entrepreneuse et femme d'affaires
Elle commence à travailler comme enquêtrice pour des études d'opinion puis fonde en 1976 la société de télémarketing Sophie de Menthon Conseil, devenue plus tard Multilignes Conseil, puis rachetée par le groupe Teleperformance dans les années 2000.
En 1979, elle crée le Syndicat du marketing téléphonique (actuellement le Syndicat des professionnels des centres de contacts), qui rassemble les prestataires externalisés de centres d'appels[source secondaire souhaitée].
En 2004, elle crée la Société de management des entreprises (SDME), une société de conseil aux entreprises et de média training dont elle prend la présidence.
Elle s'investit au sein du mouvement Entreprises de taille humaine, indépendantes et de croissance (Ethic), qu'elle préside depuis 1995. Elle promeut en 2003 la Fête des entreprises sous le slogan « J'aime ma boîte », pour fédérer des moments de convivialité entre salariés et entrepreneurs, le troisième jeudi du mois d'octobre, chaque année.
Également membre du comité d'éthique du Mouvement des entreprises de France (MEDEF), elle en démissionne le 9 avril 2009, se sentant « en décalage » avec le mouvement patronal, et entendant marquer son « désaccord fondamental » avec la réflexion menée par Laurence Parisot sur l'encadrement des rémunérations des patrons.
Le 13 avril 2010, elle se déclare candidate à la présidence du MEDEF au micro d'Europe 1 mais renonce le 26 avril,. Laurence Parisot est réélue.
Elle considère que l'image des chefs d'entreprises s'est dégradée durant l'année 2009 — après la crise économique mondiale amorcée en 2008 —, considérant que l'amalgame est trop souvent fait entre grands patrons et chefs de petites et moyennes entreprises. Elle se déclare par ailleurs favorable à une fiscalité de l'entreprise minimale à l'échelle européenne[réf. nécessaire].

### Membre du Conseil économique, social et environnemental (1997–1999, puis2009–2015)
Elle est membre du Conseil économique, social et environnemental (CESE) de 1997 à 1999 puis de 2009 à 2015.
Grâce à Nicolas Sarkozy, elle est nommée en tant que personnalité qualifiée, membre de la section « Finances » du CESE en 1997, du Conseil national de la création d'entreprises en 1997 et 2000, de l'Observatoire de la parité en 2002, et du Conseil d'orientation de la simplification administrative en 2004. Elle a aussi participé à la commission Stasi sur la laïcité en France en 2003, au rapport Novelli sur les conséquences de la réforme des 35 heures en 2004, et a été interrogée par la mission Stoléru pour l'accès des PME aux marchés publics en 2008.

### Vie privée
Elle a été mariée et divorcée deux fois. Elle se marie une première fois à 19 ans avec René de Menthon, avec qui elle a deux enfants. Elle divorce et se marie une deuxième fois avec Nicolas Crespelle, dont elle divorce également. Elle n'a pas de religion.

## Dans les médias
Ce sont ses participations à des émissions de télévision et à l'émission de radio Grandes Gueules sur RMC qui semblent l'avoir fait davantage connaître du public[réf. nécessaire]. Elle est aussi intervenue régulièrement dans l'émission Good Morning Business de la radio BFM, et dans l'émission On ne va pas se mentir sur I-Télé. Aujourd'hui[Quand ?] elle intervient sur Sud Radio de manière hebdomadaire dans l'émission de Valérie Expert dans Débats d'experts et également dans la République LCI présentée par Julien Arnaud et Roselyne Bachelot. Elle est également éditorialiste pour Challenges et Valeurs actuelles.
Fustigeant le « politiquement correct » sur les réseaux sociaux, elle est remarquée pour des propos parfois inappréciés : trouvant, durant une polémique sur le harcèlement sexuel, « plutôt sympa » de se faire siffler dans la rue ou, concernant l'emploi fictif de l'épouse de François Fillon, elle estime les personnalités politiques insuffisamment rémunérées et comprend qu'il soit nécessaire de « boucler, artificiellement, les fins de mois ou [d']arrondir le budget familial ».
En janvier 2013, dans Les Grandes Gueules, elle a des propos polémiques concernant l'affaire Dominique Strauss-Kahn, affirmant que le viol de Nafissatou Diallo était ce qu'il « lui était arrivé de mieux », un autre chroniqueur de l'émission déclarant par ailleurs : « C'est un tromblon. Elle n'a rien pour elle. Elle ne sait pas lire, pas écrire, elle est moche comme un cul et elle gagne 1,5 million. C'est extraordinaire cette histoire ! ». Des excuses sont formulées quelques jours plus tard, mais la station de radio est mise en demeure par le CSA pour « propos injurieux, misogynes, attentatoires à la dignité de la personne et à connotation raciste ». Quelques jours plus tard, Sophie de Menthon est évincée de l'émission.
Elle provoque également des polémiques sur les réseaux sociaux. Après le débat télévisé des onze candidats à l'élection présidentielle de 2017, le 4 avril, Sophie de Menthon lance une pétition (avant de la retirer) demandant à l'Éducation nationale de retirer à Nathalie Arthaud, qui se présente comme « candidate communiste », le cours d'économie qu'elle assume. À travers un échange de lettres ouvertes, la candidate répond : « la vision du monde de Madame de Menthon est à l'exact opposé de la mienne. […] sa lettre illustre à quel point le monde est divisé en classes sociales aux intérêts contradictoires et même aux sensibilités opposées ». 
En 2015, elle crée une polémique à la suite de son tweet publié dans le cadre d'un débat public sur le harcèlement de rue et de « recommandations au gouvernement pour que cesse le harcèlement dans les transports », de la part du Haut Conseil à l'égalité entre les femmes et les hommes. Dans son tweet, elle distingue ce dernier des sifflements : « 100% des femmes seraient “harcelées” quotidiennement. Ne pas tout confondre : être sifflée dans la rue est plutôt sympa ! » Ces propos déclenchent alors une vague de protestation et d'indignation dont celle de la secrétaire d'État à la Famille, Laurence Rossignol. Devant la polémique, elle répond « qu'il y a une différence générationnelle dans la manière dont c'est vécu ».
En novembre 2021, elle fait inviter par le Cercle de l'Union interalliée, un club d'entrepreneurs dont elle est membre, Éric Zemmour, polémiste et bientôt candidat à l'élection présidentielle de 2022. Elle précise : « Comme bientôt Montebourg et Mélenchon, sous un prisme exclusivement économique ».
Elle organise des rencontres entre des entrepreneurs membres d'ETHIC et des députés de divers groupes, dont LR, Renaissance et RN (LFI repousse ses invitations). Elle est d'ailleurs accusée à divers reprises depuis 2022 d'œuvrer pour le rapprochement entre le RN et les milieux d'affaires,.

### Femmes
Elle soutient l'égalité des salaires entre hommes et femmes et les quotas de femmes dans les conseils d’administration mais critique ce qu'elle considère relever du « genrisme ».
Nostalgique « de l'amour courtois », elle estime que c'est à l'homme de séduire la femme et prône la différence des sexes.

## Décorations
- Chevalier de l'Ordre national du Mérite en 1988, promue officier en 1996[f] et enfin commandeur en 2005[g] ;
- Chevalier de l'Ordre national de la Légion d'honneur depuis 2000[h], promue officier le 2 avril 2010[i].

## Publications
- 1978 : Mieux utiliser le téléphone, Éditions d'organisation
- 1980 : Un média sur votre bureau, Éditions d'organisation
- 1980 : L'Entretien téléphonique, Éditions Mémentos
- 1983 : Femmes d'affaires et affaires de femmes, Éditions Jean-Claude Lattès
- 1984 : L'Image New-look de votre Entreprise, Éditions Mémentos
- 1986 : La Secrétaire newlook, Mémentos
- 1987 : Le Sondage téléphonique efficace, Éditions d'organisation
- 1988 : La BD du téléphone, Éditions d'organisation
- 1990 : Business oblige, Intereditions collection l'Entreprise
- 1991 : Modèles et scénarios de vente téléphonique prêts à l'emploi, Top éditions
- 1992 : Le Téléphone dans le recouvrement des créances, Éditions Mémentos
- 1995 : La Vente directe à la TV, Presses universitaires de France
- 1997 : Le Marketing de la réception d'appels, Éditions Dunod
- 1999 : Téléphonez efficacement, Éditions Mémentos
- 2000 : Du télémarketing au téléservice, collection Pratique du Marketing direct
- 2004 : L'Entreprise racontée aux enfants, Éditions d'organisation
- 2005 : L'Armée racontée aux enfants, Éditions d'organisation
- 2005 : Le Guide du savoir-vivre, bonnes manières pour bonnes affaires, Éditions d'organisation
- 2006 : Vraie vérité sur l'entreprise, Éditions Eyrolles
- 2007 : Le Savoir-vivre en Entreprise, Éditions Eyrolles
- 2007 : 15 idées simples pour ruiner la France, préface de François de Closets, Éditions Michalon  (ISBN 978-2841863839)
- 2011 : Responsabilité sociétale des entreprises, Carnet de route de la RSE, Sophie de Menthon, Groupe Imprimerie Nationale.
- 2018 : Eternel recommencement, citations choisies et commentées par Sophie de Menthon, Éditions Fortuna.
- 2022 : La France sens dessus dessous, Éditions Eyrolles

### Coll.«Le monde d'aujourd'hui raconté aux enfants»
Avec Alexia Delrieu, aux éditions Gallimard Jeunesse, avec des illustrations de Clotilde Perrin, Henri Fellner ou Alice Charbin selon les volumes :
- 2006 : La Police  (ISBN 2-07-057935-2)
- 2006 : L'Argent  (ISBN 2-07-057934-4)Prix de la presse des jeunes 2007, catégorie Enfants, au Salon du livre de Montreuil[24]
- 2006 : La Politique   (ISBN 2-07-061080-2)
- 2006 : La Publicité  (ISBN 2-07-057952-2)
- 2007 : L'Europe  (ISBN 978-2-07-060312-1)
- 2008 : La Justice  (ISBN 978-2-07-061605-3)
- 2008 : L'Entreprise  (ISBN 978-2-07-061658-9)
- 2009 : Le Supermarché  (ISBN 978-2-07-061604-6)
- 2010 : La Beauté  (ISBN 978-2-07-062810-0)
- 2010 : Dangers !, avec la participation du Dr William Lowenstein  (ISBN 978-2-07-063158-2)
- 2011 : L'Armée  (ISBN 978-2-07-063951-9)[25] Prix Valmy 2012 de l'Académie des sciences morales et politiques[26],[27]
- 2012 : Toutes les réponses aux questions des enfants  (ISBN 978-2-07-063952-6)
- 2013 : La Mode  (ISBN 978-2-07-062049-4)
- 2024 : Le Luxe  (ISBN 978-2-07-520491-0)

### Préface
- 2011 : Créer ou reprendre un commerce de Jean-Pierre Thiollet, éd. Vuibert (3e éd.).
- 2023 : Plastic Bashing L'intox ? de Joseph Tayefeh, éd Le Cherche midi.